# Krešimir Baranović
Krešimir Baranović (Sebenico, 25 agosto 1894 – Belgrado, 17 settembre 1975) è stato un compositore e direttore d'orchestra croato.
Diresse la Belgrade Philharmonic Orchestra, la Belgrade Opera, l'orchestra di Radio Belgrade e fu professore alla Belgrade Music Academy.